# Bashanosaurus
Bashanosaurus primitivus
Genre
Espèce
Bashanosaurus (qui signifie « lézard de Bashan », d'après un nom ancien pour Chongqing) est un genre fossile de dinosaure stégosaure provenant de la formation Shaximiao d'âge bajocien (Jurassique moyen) de Yunyang, Chongqing, Chine. L'espèce type est Bashanosaurus primitivus. C'est l'un des stégosaures les plus basaux et c'est aussi le plus ancien stégosaure connu, supplantant Adratiklit, qui a environ un million d'années de moins.

## Découverte et dénomination
Bashanosaurus est connu à partir de deux squelettes partiels, ainsi que d'une vertèbre provenant d'un troisième individu ; ces restes ont été conservés sur le mur de fossiles de dinosaures, conservé au musée des dinosaures de Zigong, avec un autre spécimen, un crâne partiel, une vertèbre dorsale et un morceau d'armure cutanée (CLGPR V00006), qui appartient à un stégosaure indéterminé. Le matériau a été récupéré dans une carrière de Chongqing découverte en 2016, provenant de la Formation de Shaximiao. Les spécimens ont reçu le nom de Bashanosaurus primitivus dans un article de 2022, en référence à l'ancien nom de Chongqing et à sa position basale.
L'holotype, CLGPR V00006-1, comprend les os des membres, les vertèbres du dos et de la queue, des plaques et une pointe. Le deuxième spécimen CLGPR V00006-2, se compose de cinq vertèbres, d'un bas de jambe droit et d'une plaque. Le troisième spécimen est CLGPR V00006-3, une vertèbre dorsale. Un quatrième spécimen, CLGPR V00006-4, un squelette partiel avec crâne, n'a pas été mentionné car il ne partage pas de traits uniques avec l'holotype.

## Description
Ses descripteurs estiment que l'holotype faisait 2,8 mètres de long, mais étant donné que les spécimens sont subadultes, Bashanosaurus a pu être plus grand.

## Classification
Plusieurs de ses caractéristiques rappellent le thyréophore basal Scelidosaurus, bien qu'il possède également des traits plésiomorphes de thyréophores ainsi que des traits plus dérivés des stégosaures. À la lumière de cette mosaïque unique de caractéristiques, une analyse phylogénétique l'a placé comme le stégosaure le plus basal, dans un clade avec Chungkingosaurus, cohérent avec son jeune âge.